# Agrostis californica
Agrostis californica é uma espécie de gramínea do gênero Agrostis, pertencente à família Poaceae.